# 七里海

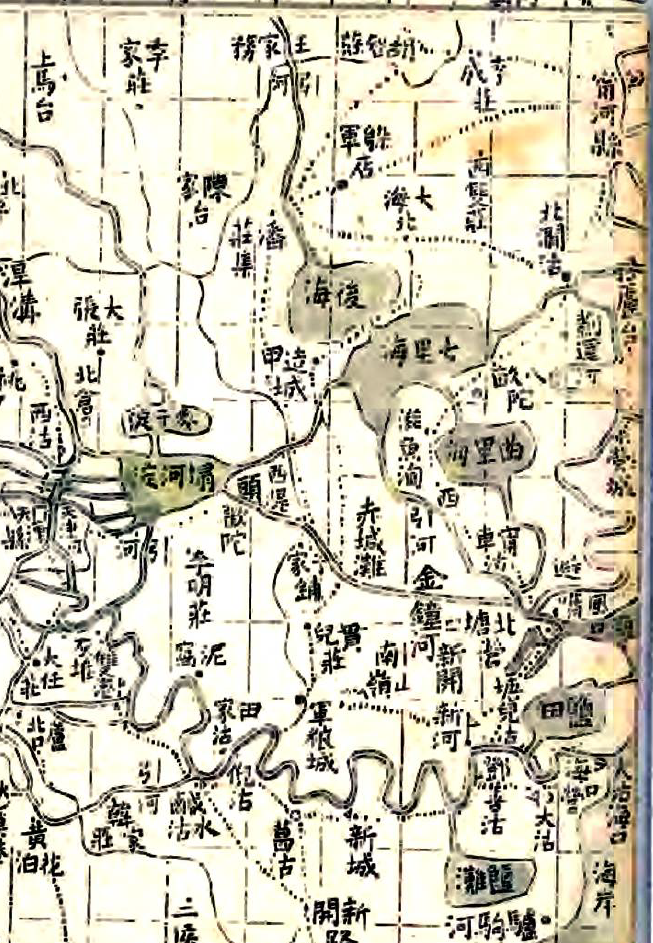
晚清时期的七里海及其周边，出自光绪年间的《畿辅舆地全图》

七里海是一个位于中国天津市宁河区的湖泊，面积约为118平方千米。